# (33083) 1997 WN47
1997 WN47 (asteroide 33083) é um asteroide da cintura principal. Possui uma excentricidade de 0.15742290 e uma inclinação de 1.69210º.
Este asteroide foi descoberto no dia 26 de novembro de 1997 por LINEAR em Socorro.